# Luci Valeri Potit (cònsol 449 aC)
Luci Valeri Potit (llatí: Lucius Valerius Potitus) va ser un magistrat romà. Formava part de la gens Valèria, i era de la família dels Valeri Potit. Dionís d'Halicarnàs el fa net del gran Publi Valeri Publícola i fill de Publi Valeri Publícola cònsol el 460 aC.
Va ser elegit cònsol junt amb Marc Horaci Barbat l'any 449 aC. Els annals de la gens Valèria diuen que va ser el primer patrici romà que va mostrar oposició als decemvirs i va ser un dels caps polítics que van aconseguir l'abolició del segon decemvirat, presentant-se junt amb Marc Horaci Barbat com a cap del poble contra Api Claudi, després de la mort de Virgínia pel seu pare i quan els plebeus s'havien fet forts al Sacer Mons.
Horaci i Potit van ser els únics membres del senat que els plebeus van acceptar rebre com a ambaixadors i després de l'abolició del decemvirat els dos homes van ser elegits cònsols. En el seu període es van establir la Lex Valeria de provocatione coneguda també com a Lex Valeria Horatia, i la Lex Duilia complementària a l'anterior, que garantia les llibertats de la plebs i els donaven potestat per reclamar qualsevol decisió de qualsevol magistrat.
En les guerres exteriors Potit va derrotar els eques i als volscs, i Horaci als sabins. Els dos exèrcits consulars van tornar a Roma coberts de glòria, però el senat no els va concedir els honors del triomf perquè els considerava traïdors a causa de les lleis promulgades, però els van concedir els comicis centuriats. L'any 446 aC Valeri Potit va ser qüestor.